# Nahio
Nahio  est une ville bété, dans l'ouest de la Côte d'Ivoire, près de Issia dans la région du Haut-Sassandra, dont elle est une sous-préfecture. C'est le village natal des descendants de Nahi.
Nahio était une commune jusqu'en mars 2012, date à laquelle elle a fait partie des 1126 communes du pays qui ont été supprimées.

## Sous-préfecture
Selon l'Institut national de la statistique de Côte d'Ivoire, les sept villages de la sous-préfecture de Nahio, sont, en 2014 :
1. Bogbam (11 307 habitants)
2. Kridakozahio (1 273 habitants)
3. Nahio (3 271 habitants)
4. Nakiahio (1 771 habitants)
5. Takouahio (2 349 habitants)
6. Tézié (6 055 habitants)
7. Zézahio (1 008 habitants)

En 2014, la population de la sous-préfecture de Nahio est égale à 27 034 habitants.

## Circonscription
La circonscription de Nahio-Saïoua a eu pour député Alphonse Djédjé Mady dans les années 1900 et 2010. Il a également été maire de Nahio-Saïoua de 2011 à 2013.